# A Real Madrid CF 2022–2023-as szezonja
A Real Madrid CF 2022–2023-as szezonja sorozatban a 92., összességében pedig a 119. idénye a spanyol első osztályban. 2022. augusztus 14-én kezdődött és 2023 június 4-én ért véget. Az előző szezon bajnokaként a csapat a Bajnokok ligájában is indulhatott. Ez volt az első szezon, hogy hosszú idő után sem Marcelo, sem Bale, sem Casemiro és Isco sem tartozott a kerethez illetve ez volt az első alkalom amikor egy világbajokság szakította meg a bajnokságot.

## A szezon áttekintése

### Előszezon
A 2021–22-es szezon után június 1-jén a klub bejelentette Isco és Bale távozását, mivel lejárt a szerződésük. Mindkét játékos 9 szezont játszott a habfehérek színeiben. Másnap a klub bejelentette Antonio Rüdiger érkezését ingyen a Chelseatől, a német középhátvéd négyéves szerződést írt alá. Június 8-án a klub horvát középpályása Luka Modrić 2023-ig meghosszabbította a szerződését. Három nappal később a Madrid bejelentette a fiatal francia középpályás Aurélien Tchouaméni leigazolását 80 millió euró ellenében a Monacotól, a játékos hatéves szerződést írt alá. Másnap a klub bejelentette, hogy a klub csapatkapitánya Marcelo 15 év után távozik a klubtól, a brazil hátvéd 25 különböző kupát nyert meg a Madrid színeiben, többet mint bármelyik másik játékos a klub történetében. Július 8-án a klub megegyezett az olasz Fiorentinával Luka Jović átigazolásáról. Tizenegy nappal később a klub bejelentette, hogy a fiatal japán középpályás Kubo a Mallorcai kölcsön után végleg a szintén spanyol Real Sociedadhoz igazol.

### Augusztus
Augusztus elsején Borja Mayoral a kölcsön után végleg a Getafe csapatához igazolt. Kilenc nappal később a német Eintracht Frankfurt csapat ellen 2–0-ra megnyert szuperkupa mérkőzéssel indította a szezont. A gólokat Alaba és Benzema szerezte, utóbbi Raúlt megelőzve feljött a második helyre a klub góllövőlistáján. Ez a győzelem az ötödik Szuperkupa címét jelentette a Madridnak, amely a Milannal és a Barcelonával megosztva a legtöbb. Augusztus 14-én a második félidőben szerzett Vázquez és Alaba góllal 2–1-re megnyert mérkőzéssel kezdte meg az útat bajnoki címvédés felé Alméríban. Öt nappal később megegyezett a klub a Manchester Uniteddel a brazil Casemiro középpályás átigazolásáról, a játékosa új kihívásra vágyott, így 9 év és 18 trófeát nyerve távozott. Másnap a Celta Vigo otthonában 4–1-re megnyert mérkőzésen Benzema, Modrić, Vinícius és Valverde is gólt szerzett. Nyolc nappal később a csapat az Espanyol ellen lépett pályára idegenben. A vendégek Vinícius révén megszerezték a vezetést a 12.percben, majd a hazaiak a 43. percben Joselu góljával kiegyelítettek, a második félidőben Benzema duplájával megnyerték 3–1-re a mérkőzést.

### Szeptember
Szeptember 3-án az új hónap első mérkőzésén Vinícius és Rodrygo góljával nyertek a Santiago Bernabéu 2–1-re. Ezzel egy ötéves nyeretlenségi és gólnélküli sorozat szakadt meg. Három nappal később a BL-ben a Celtic elleni idegenbeli mérkőzésen 3–1-ra nyert a Madrid, a gólokat Vinícius, Modrić és Eden Hazard szerezte. Szeptember 11-én a Madrid a Mallorca csapatát fogadta a bajnokságban. A 35. percben a vendégek szerezték vezetést, az első félidő hosszabbításában Valverde egyenlített  A második félidőben Vinícius, Rodrygo és Rüdiger is betalált, az utóbbinak ez volt az első gólja az új csapatában, így a vége 4–1-es hazai győzelem lett.

## Mezek
Gyártó: Adidas
mezszponzor: Emirates
| Hazai | Vendég | 3. számú |

| Kapus 1 | Kapus 2 | Kapus 3 |

## Játékoskeret
Legutóbb frissítve: 2022. november 24-én lett.
| Mezszám       | Név                 | Nemzet  | Posztok     | Szül. év (kor)                | Honnan érkezett        | Pályára lépések | Gólok | Átigazolás ideje    | Átigazolás vége  | átigazolás összege (€):                                        | Érték (€):    |
| ------------- | ------------------- | ------- | ----------- | ----------------------------- | ---------------------- | --------------- | ----- | ------------------- | ---------------- | -------------------------------------------------------------- | ------------- |
|               |                     |         |             |                               |                        |                 |       |                     |                  |                                                                |               |
| Kapusok       |                     |         |             |                               |                        |                 |       |                     |                  |                                                                |               |
| 1             | Thibaut Courtois    | BEL     | kapus       | 1992. május 11. (32 éves)     | Chelsea                | 196             | 0     | 2018. augusztus 9.  | 2026. június 30. | 35 Millió €                                                    | 60 Millió €   |
| 13            | Andrij Lunyin       | UKR     | kapus       | 1999. február 11. (26 éves)   | Zorja Luhanszk         | 11              | 0     | 2018. július 1.     | 2024. június 30. | 8.5 Millió €                                                   | 4 Millió €    |
| Védők         |                     |         |             |                               |                        |                 |       |                     |                  |                                                                |               |
| 2             | Dani Carvajal       | ESP     | védő        | 1992. január 12. (33 éves)    | Bayer Leverkusen       | 348             | 7     | 2013. július 1.     | 2025. június 30. | 6,5 Millió € az utánpótlás rendszerből került fel              | 18 Millió €   |
| 3             | Éder Militão        | BRA     | védő        | 1998. január 18. (27 éves)    | Porto                  | 108             | 7     | 2019. július 1.     | 2025. június 30. | 50 Millió €                                                    | 60 Millió €   |
| 4             | David Alaba         | AUT     | védő        | 1992. június 24. (32 éves)    | Bayern München         | 67              | 5     | 2021. július 1.     | 2026. június 30. | ingyen                                                         | 55 Millió €   |
| 5             | Jesús Vallejo       | Spanyol | védő        | 1997. január 5. (28 éves)     | Granada                | 28              | 1     | 2015. július 31.    | 2025. június 30. | eredetileg: a Real Zaragozaból került a csapathoz              | 2.50 Millió € |
| 6             | Nacho               | ESP     | védő        | 1990. január 18. (35 éves)    | Utánpótlás rendszerből | 286             | 15    | 2012. szeptember 2. | 2023. június 30. | az utánpótlás rendszerből került fel, csapatkapitány-helyettes | 5 Millió €    |
| 16            | Álvaro Odriozola    | ESP     | védő        | 1995. december 4. (29 éves)   | Fiorentina             | 43              | 3     | 2018. július 5.     | 2024. június 30. | 32 Millió €                                                    | 6 Millió €    |
| 22            | Antonio Rüdiger     | GER     | védő        | 1993. március 3. (32 éves)    | Chelsea                | 17              | 2     | 2022. július 1.     | 2026. június 30. | ingyen                                                         | 40 Millió €   |
| 23            | Ferland Mendy       | FRA     | védő        | 1995. június 8. (29 éves)     | Lyon                   | 122             | 5     | 2019. július 1.     | 2025. június 30. | 48 Millió €                                                    | 40 Millió €   |
| Középpályások |                     |         |             |                               |                        |                 |       |                     |                  |                                                                |               |
| 8             | Toni Kroos          | GER     | középpályás | 1990. január 4. (35 éves)     | Bayern München         | 383             | 26    | 2014. július 17.    | 2023. június 30. | 25 Millió €                                                    | 20 Millió €   |
| 10            | Luka Modrić         | CRO     | középpályás | 1985. szeptember 9. (39 éves) | Tottenham Hotspur      | 454             | 36    | 2012. augusztus 27. | 2023. június 30. | 30 Millió €, 3. számú csapatkapitány                           | 10 Millió €   |
| 12            | Eduardo Camavinga   | FRA     | középpályás | 2002. november 10. (22 éves)  | Stade Rennais          | 60              | 2     | 2021. augusztus 31. | 2027. június 30. | 30 Millió €                                                    | 50 Millió €   |
| 15            | Federico Valverde   | URU     | középpályás | 1998. július 22. (26 éves)    | Peñarol                | 168             | 14    | 2016. július 22.    | 2027. június 30. | 5 Millió €                                                     | 100 Millió €  |
| 18            | Aurélien Tchouaméni | FRA     | középpályás | 2000. január 27. (25 éves)    | AS Monaco              | 18              | 0     | 2022. július 1.     | 2028. június 30. | 80 Millió €                                                    | 80 Millió €   |
| 19            | Dani Ceballos       | ESP     | középpályás | 1996. augusztus 7. (28 éves)  | Betis                  | 85              | 5     | 2017. július 14.    | 2023. június 30. | 18 Millió €                                                    | 9 Millió €    |
| Csatárok      |                     |         |             |                               |                        |                 |       |                     |                  |                                                                |               |
| 7             | Eden Hazard         | BEL     | CS          | 1991. január 7. (34 éves)     | Chelsea                | 72              | 7     | 2019. július 1.     | 2024. június 30. | 115 Millió €                                                   | 7.50 Millió € |
| 9             | Karim Benzema       | FRA     | CS          | 1987. december 19. (37 éves)  | Lyon                   | 617             | 329   | 2009. július 9.     | 2023. június 30. | 35 Millió €                                                    | 35 Millió €   |
| 11            | Marco Asensio       | ESP     | CS          | 1996. január 26. (29 éves)    | Mallorca               | 250             | 52    | 2014. július 1.     | 2023. június 30. | 4 Millió €                                                     | 25 Millió €   |
| 17            | Lucas Vázquez       | ESP     | CS          | 1991. július 1. (33 éves)     | Espanyol               | 292             | 31    | 2015. július 2.     | 2024. június 30. | 1 Millió € eredetileg az utánpótlás rendszerből került fel     | 9 Millió €    |
| 20            | Vinícius            | -       | CS          | 2000. július 12. (24 éves)    | Flamengo               | 191             | 47    | 2018. július 12.    | 2024. június 30. | 45 Millió €                                                    | 120 Millió €  |
| 21            | Rodrygo             | BRA     | CS          | 2001. január 9. (24 éves)     | Santos                 | 126             | 25    | 2019. július 1.     | 2025. június 30. | 45 Millió €                                                    | 80 Millió €   |
| 24            | Mariano Díaz        | DOM     | CS          | 1993. augusztus 1. (31 éves)  | Lyon                   | 78              | 12    | 2018. augusztus 29. | 2023. június 30. | 21.5 Millió €                                                  | 3 Millió €    |

### Tartalékok akik az első csapathoz tartoznak
| #  |     | Poszt | Név        |
| -- | --- | ----- | ---------- |
| 26 | ESP | K     | Luis López |

### Kölcsönben
| # |     | Poszt | Név                                                         |
| - | --- | ----- | ----------------------------------------------------------- |
| — | ESP | V     | Sergio Santos (kölcsönben a Mirandésnél 2023. június 30-ig) |
| — | ESP | KP    | Antonio Blanco (kölcsönben a Cádiznál 2023. június 30-ig)   |
| — | ESP | KP    | Marvin Park (kölcsönben a Las Palmasnál 2023. június 30-ig) |
| — | BRA | KP    | Reinier (kölcsönben a Gironanál 2023. június 30-ig)         |
| — | ESP | KP    | Brahim Díaz (kölcsönben az AC Milannál 2023. június 30-ig)  |
| — | ESP | CS    | Juanmi Latasa (kölcsönben az Getafenél 2023. június 30-ig)  |

## Tabella
| Hely. | Csapat          | M  | Gy | D | V  | G+ | G– | Gk  | P  | Továbbjutás vagy kiesés    |
| ----- | --------------- | -- | -- | - | -- | -- | -- | --- | -- | -------------------------- |
| 1.    | Barcelona (B)   | 38 | 28 | 4 | 6  | 70 | 20 | +50 | 88 | Bajnokok Ligája-csoportkör |
| 2.    | Real MadridCV   | 38 | 24 | 6 | 8  | 75 | 36 | +39 | 78 | Bajnokok Ligája-csoportkör |
| 3.    | Atlético Madrid | 38 | 23 | 8 | 7  | 70 | 33 | +37 | 77 | Bajnokok Ligája-csoportkör |
| 4.    | Real Sociedad   | 38 | 21 | 8 | 9  | 51 | 35 | +16 | 71 | Bajnokok Ligája-csoportkör |
| 5.    | Villarreal      | 38 | 19 | 7 | 12 | 59 | 40 | +19 | 64 | Európa-liga-csoportkör     |

## Átigazolások
2022. évi nyári átigazolási időszak, 
 2023. évi téli átigazolási időszak

### Érkezők
| Dátum            | Mezszám | Poszt       | Nemzet  | Név                 | Kor | Honnan  | Szerződés megnevezése | Átigazolási időszak                 | Szerződés vége   | Átigazolás összege | forrás        |
| ---------------- | ------- | ----------- | ------- | ------------------- | --- | ------- | --------------------- | ----------------------------------- | ---------------- | ------------------ | ------------- |
| 2022. június 2.  | 22      | hátvéd      | német   | Antonio Rüdiger     | 29  | Chelsea | átigazolás            | 2022. évi nyári átigazolási időszak | 2026. június 30. | ingyen             | [ 22 ] [ 23 ] |
| 2022. június 11. | 18      | középpályás | francia | Aurélien Tchouaméni | 22  | Monaco  | átigazolás            | 2022. évi nyári átigazolási időszak | 2028. június 30. | 80M €              | [ 24 ] [ 25 ] |

### Kölcsönből visszatérők
| Dátum          | Poszt       | Nemzet  | Név              | Kor | Honnan            | Átigazolási időszak                 |
| -------------- | ----------- | ------- | ---------------- | --- | ----------------- | ----------------------------------- |
| 2022 június 1. | hátvéd      | spanyol | Víctor Chust     | 22  | Cádiz CF          | 2022. évi nyári átigazolási időszak |
| 2022 június 1. | hátvéd      | spanyol | Álvaro Odriozola | 26  | Fiorentina        | 2022. évi nyári átigazolási időszak |
| 2022 június 1. | középpályás | japán   | Kubo             | 21  | Mallorca          | 2022. évi nyári átigazolási időszak |
| 2022 június 1. | középpályás | brazil  | Reinier          | 20  | Borussia Dortmund | 2022. évi nyári átigazolási időszak |
| 2022 június 1. | csatár      | spanyol | Mayoral          | 25  | Borussia Dortmund | 2022. évi nyári átigazolási időszak |

### Új szerződések
| Dátum           | Poszt       | Név         | Szerződés hossza | Szerződés vége   | Jegyzetek |
| --------------- | ----------- | ----------- | ---------------- | ---------------- | --------- |
| 2022. június 8. | középpályás | Luka Modrić | +1 év            | 2023. június 30. | [ 26 ]    |

### Távozók
| Mezszám | Dátum               | Poszt       | Nemzet  | Név              | Kor | Hová              | Szerződés megnevezése | forrás        |
| ------- | ------------------- | ----------- | ------- | ---------------- | --- | ----------------- | --------------------- | ------------- |
| 12      | 2022. július 1.     | hátvéd      | brazil  | Marcelo          | 34  | Olimbiakósz       | lejárt a szerződése   | [ 27 ] [ 28 ] |
| 22/23   | 2022. július 1.     | középpályás | spanyol | Isco             | 30  | Sevilla           | lejárt a szerződése   | [ 29 ] [ 30 ] |
| 11/18   | 2022. július 1.     | csatár      | walesi  | Gareth Bale      | 32  | Los Angeles       | lejárt a szerződése   | [ 31 ] [ 32 ] |
|         | 2022. július 6.     | hátvéd      | spanyol | Víctor Chust     | 22  | Cádiz             | átigazolás            | [ 33 ]        |
|         | 2022. július 8.     | csatár      | szerb   | Luka Jović       | 24  | Fiorentina        | átigazolás            | [ 34 ]        |
|         | 2022. július 12.    | hátvéd      | spanyol | Mario Gila       | 21  | Lazio             | átigazolás            | [ 35 ]        |
|         | 2022. július 19.    | Középpályás | japán   | Kubo Takefusza   | 21  | Real Sociedad     | átigazolás            | [ 36 ]        |
|         | 2022. augusztus 1.  | csatár      | spanyol | Borja Mayoral    | 25  | Getafe            | átigazolás            | [ 37 ]        |
|         | 2022. augusztus 5.  | hátvéd      | spanyol | Miguel Gutiérrez | 21  | Girona            | átigazolás            | [ 38 ]        |
| 14      | 2022. augusztus 19. | középpályás | brazil  | Casemiro         | 21  | Manchester United | átigazolás            | [ 39 ]        |

## Szakmai stáb
2021. augusztus 14-én lett frissítve.
| Vezetőedző          | Carlo Ancelotti             |
| Segédedző           | Davide Ancelotti            |
| Teknikai segédedző  | Francesco Mauri             |
| Kapusedző           | Luis Llopis                 |
| Erőnléti vezetőedző | Antonio Pintus              |
| Erőnléti edző       | Javier Mallo                |
| Rehabilitációs edző | José Carlos García Parrales |
| Videó elemző        | Simone Montanaro            |

## Vezetőség
|                                                                    |                           |
| Elnök                                                              | Florentino Pérez          |
| Alelnök                                                            | Fernando Fernández Tapias |
| Tiszteletbeli elnök                                                | Amancio Amaro             |
| A Real Madrid Alapítvány Vezérigazgató                             | Emilio Butragueño         |
| A Real Madrid Alapítvány Vezérigazgató-helyettes/Elnök tanácsadója | Iker Casillas             |
| Marketing menedzsment                                              | Roberto Carlos            |

## Barátságos, felkészülési mérkőzések
2022. június 10-én a klub bejelentette, hogy az Egyesült Államokba utazik és ott Soccer Champions Tour nevű tornán 3 felkészülési mérkőzést fog játszani, amelyet az első alkalommal rendeztek meg a Covid-19 világjárvány után.
| 2022. július 23. 20:00, El Clásico |

| Real Madrid | 0 – 1           | Barcelona    |
| ----------- | --------------- | ------------ |
|             | (–) Jegyzőkönyv | 29' Raphinha |

| Allegiant Stadion, Las Vegas, Egyesült Államok Nézőszám: 61 299 Játékvezető: Mark Allatin (amerikai) |

| 2022. július 26. 19:30 |

| Real Madrid                       | 2 – 2               | América                          |
| --------------------------------- | ------------------- | -------------------------------- |
| Benzema 22' Hazard 54' (11-esből) | (1 – 1) Jegyzőkönyv | 5' Martín 82' (11-esből) Fidalgo |

| Oracle Park, San Francisco, Egyesült Államok Nézőszám: 40 630 Játékvezető: Joseph Dickerson (amerikai) |

| 2022. július 30. 19:00 |

| Real Madrid                        | 2 – 0               | Juventus |
| ---------------------------------- | ------------------- | -------- |
| Benzema 19' (11-esből) Asensio 69' | (1 – 0) Jegyzőkönyv |          |

| Rose Bowl, Los Angeles, Egyesült Államok Nézőszám: 93 702 Játékvezető: Michael Radchuk (amerikai) |

## UEFA-szuperkupa
| 2022. augusztus 10. 22:00 (EEST) |

| Real Madrid           | 2–0               | Eintracht Frankfurt |
| --------------------- | ----------------- | ------------------- |
| Alaba 37' Benzema 65' | (1–0) Jegyzőkönyv |                     |

| Olimpiai Stadion, Helsinki Nézőszám: 31 042 Játékvezető: Michael Oliver (angol) |

| Real Madrid | Eintracht Frankfurt |

| GK              | 1  | Thibaut Courtois    |  |     |
| RB              | 2  | Dani Carvajal       |  | 85' |
| CB              | 3  | Éder Militão        |  |     |
| CB              | 4  | David Alaba         |  |     |
| LB              | 23 | Ferland Mendy       |  |     |
| CM              | 10 | Luka Modrić         |  | 67' |
| CM              | 14 | Casemiro            |  |     |
| CM              | 8  | Toni Kroos          |  | 85' |
| RF              | 15 | Federico Valverde   |  | 76' |
| CF              | 9  | Karim Benzema (c)   |  |     |
| LF              | 20 | Vinícius Júnior     |  | 85' |
| Cserék:         |    |                     |  |     |
| GK              | 13 | Andriy Lunin        |  |     |
| DF              | 5  | Jesús Vallejo       |  |     |
| DF              | 6  | Nacho               |  |     |
| DF              | 22 | Antonio Rüdiger     |  | 85' |
| MF              | 17 | Lucas Vázquez       |  |     |
| MF              | 18 | Aurélien Tchouaméni |  | 85' |
| MF              | 19 | Dani Ceballos       |  | 85' |
| MF              | 25 | Eduardo Camavinga   |  | 76' |
| FW              | 7  | Eden Hazard         |  |     |
| FW              | 11 | Marco Asensio       |  |     |
| FW              | 21 | Rodrygo             |  | 67' |
| FW              | 24 | Mariano             |  |     |
| Vezetőedző:     |    |                     |  |     |
| Carlo Ancelotti |    |                     |  |     |

| GK             | 1  | Kevin Trapp         |       |     |
| CB             | 18 | Almamy Touré        |       | 70' |
| CB             | 35 | Tuta                |       |     |
| CB             | 2  | Evan Ndicka         |       |     |
| CM             | 8  | Djibril Sow         |       |     |
| CM             | 17 | Sebastian Rode (c)  |       | 58' |
| RM             | 36 | Ansgar Knauff       |       |     |
| LM             | 25 | Christopher Lenz    |       |     |
| RW             | 15 | Daichi Kamada       |       |     |
| CF             | 19 | Rafael Santos Borré |       |     |
| LW             | 29 | Jesper Lindstrøm    |       | 58' |
| Cserék:        |    |                     |       |     |
| GK             | 31 | Jens Grahl          |       |     |
| GK             | 40 | Diant Ramaj         |       |     |
| DF             | 5  | Hrvoje Smolčić      |       |     |
| DF             | 22 | Timothy Chandler    |       |     |
| MF             | 6  | Kristijan Jakić     |       |     |
| MF             | 20 | Haszebe Makoto      |       |     |
| MF             | 27 | Mario Götze         |       | 58' |
| FW             | 9  | Randal Kolo Muani   |       | 58' |
| FW             | 11 | Faride Alidou       |       |     |
| FW             | 21 | Lucas Alario        | 90+2' | 70' |
| FW             | 23 | Jens Petter Hauge   |       |     |
| Vezetőedző:    |    |                     |       |     |
| Oliver Glasner |    |                     |       |     |

| A mérkőzés játékosa: Casemiro (Real Madrid) Játékvezető-asszisztens: Stuart Burt (angol) Simon Bennett (angol) Negyedik játékvezető: Donatas Rumšas (litván) Videóbíró: Tomasz Kwiatkowski (lengyel) Videóbíró-asszisztens: Bartosz Frankowski (lengyel) Tiago Martins (portugál) | Szabályok - 90 perc játékidő - 30 perc hosszabbítás döntetlen esetén - Ha ezt követően sincs döntés, büntetőrúgások következnek - Maximum tizenkét cserejátékos nevezhető - Maximum három cserelehetőség, hosszabbítás esetén plusz egy cserejátékos |

## La Liga

### Augusztus
| 2022. augusztus 14. 22:00 |

| Almería     | 1 – 2               | Real Madrid           |
| ----------- | ------------------- | --------------------- |
| Ramazani 6' | (1 – 0) Jegyzőkönyv | 61' Vázquez 75' Alaba |

| Mediterrán Játékok Stadion, Almería Nézőszám: 6 103 Játékvezető: Juan Martínez Munuera (spanyol) |

| 2022. augusztus 20. 22:00 |

| Celta Vigo | 1 – 4               | Real Madrid                                                 |
| ---------- | ------------------- | ----------------------------------------------------------- |
| Aspas 23'  | (1 – 2) Jegyzőkönyv | 14' (11-esből) Benzema 42' Modrić 56' Vinícius 66' Valverde |

| Balaídos stadion, Vigo Nézőszám: 15 681 Játékvezető: Jesús Gil Manzano (spanyol) |

| 2022. augusztus 28. 22:00 |

| Espanyol                 | 1 – 3           | Real Madrid                      |
| ------------------------ | --------------- | -------------------------------- |
| Joselu 43' Lecomte 90+6′ | (–) Jegyzőkönyv | 12' Vinícius 88', 90+10' Benzema |

| Estadi Cornellà-El Prat, Cornellà de Llobregat Nézőszám: 25 778 Játékvezető: Mario Melero López (spanyol) |

### Szeptember
| 2022. szeptember 3. 16:15 |

| Real Madrid             | 2 – 1               | Real Betis  |
| ----------------------- | ------------------- | ----------- |
| Vinícius 9' Rodrygo 65' | (1 – 1) Jegyzőkönyv | 17' Canales |

| Santiago Bernabéu stadion, Madrid Nézőszám: 58 579 Játékvezető: José María Sánchez Martínez (spanyol) |

| 2022. szeptember 11. 14:00 |

| Real Madrid                                           | 4 – 1               | Mallorca   |
| ----------------------------------------------------- | ------------------- | ---------- |
| Valverde 45+3' Vinícius 72' Rodrygo 72' Rüdiger 90+3' | (1 – 1) Jegyzőkönyv | 35' Muriqi |

| Santiago Bernabéu stadion, Madrid Nézőszám: 54 816 Játékvezető: Jorge Figueroa Vázquez (spanyol) |

| 2022. szeptember 18. 21:00 |

| Atlético Madrid         | 1 – 2               | Real Madrid              |
| ----------------------- | ------------------- | ------------------------ |
| Hermoso 83', 89′, 91+1′ | (0 – 2) Jegyzőkönyv | 18' Rodrygo 36' Valverde |

| Cívitas Metropolitano, Madrid Nézőszám: 66 881 Játékvezető: José Luis Munuera Montero (spanyol) |

### Október
| 2022. október 2. 21:00 |

| Real Madrid  | 1 – 1               | Osasuna                |
| ------------ | ------------------- | ---------------------- |
| Vinícius 42' | (1 – 0) Jegyzőkönyv | Kike 50' 78′ D. García |

| Santiago Bernabéu stadion, Madrid Nézőszám: 55 410 Játékvezető: Guillermo Cuadra Fernández (spanyol) |

| 2022. október 9. 21:00 |

| Getafe | 0 – 1               | Real Madrid |
| ------ | ------------------- | ----------- |
|        | (0 – 1) Jegyzőkönyv | 3' Militão  |

| Coliseum Alfonso Pérez, Getafe Nézőszám: 14 502 Játékvezető: Antonio Mateu Lahoz (spanyol) |

| 2022. október 16. 16:15, El Clásico |

| Real Madrid                            | 3 – 1               | Barcelona  |
| -------------------------------------- | ------------------- | ---------- |
| Benzema 12' Valverde 35' Rodrygo 90+1' | (2 – 0) Jegyzőkönyv | 83' Torres |

| Santiago Bernabéu stadion, Madrid Nézőszám: 62 876 Játékvezető: José María Sánchez Martínez (spanyol) |

| 2022. október 19. 21:00 |

| Elche | 0 – 3               | Real Madrid                                        |
| ----- | ------------------- | -------------------------------------------------- |
|       | (0 – 1) Jegyzőkönyv | 11' Valverde 75' Benzema 89' Asensio 90+2' Rüdiger |

| Estadio Manuel Martínez Valero, Elche Nézőszám: 30 236 Játékvezető: Jesús Gil Manzano (spanyol) |

| 2022. október 22. 21:00 |

| Real Madrid                                       | 3 – 1               | Sevilla                                                  |
| ------------------------------------------------- | ------------------- | -------------------------------------------------------- |
| Modrić 5' Tchouaméni 37' Vázquez 79' Valverde 81' | (1 – 0) Jegyzőkönyv | 28' Jordán 32' Montiel 54' Lamela 66' Gudelj 90+5' Gómez |

| Santiago Bernabéu stadion, Madrid Nézőszám: 59 625 Játékvezető: Alejandro Hernández Hernández (spanyol) |

| 2022. október 30. 16:15 |

| Real Madrid                 | 1 – 1               | Girona                |
| --------------------------- | ------------------- | --------------------- |
| Kroos 55′, 91′ Vinícius 70' | (0 – 0) Jegyzőkönyv | 80' (11-esből) Stuani |

| Santiago Bernabéu stadion, Madrid Nézőszám: 58 367 Játékvezető: Mario Melero López (spanyol) |

### November
| 2022. november 7. 21:00 |

| Rayo Vallecano                              | 3 – 2               | Real Madrid                       |
| ------------------------------------------- | ------------------- | --------------------------------- |
| Comesaña 5' García 44' Trejo 67' (11-esből) | (2 – 2) Jegyzőkönyv | 37' (11-esből) Modrić 41' Militão |

| Vallecas, Madrid Nézőszám: 14 216 Játékvezető: Juan Martínez Munuera (spanyol) |

| 2022. november 10. 21:30 |

| Real Madrid                                       | 2 – 1               | Cádiz                                    |
| ------------------------------------------------- | ------------------- | ---------------------------------------- |
| Militão 19', 40' Vinícius 28' Alaba 37' Kroos 70' | (1 – 0) Jegyzőkönyv | 28' Fali 44' Sobrino 55' Alejo 82' Pérez |

| Santiago Bernabéu stadion, Madrid Nézőszám: 53 190 Játékvezető: César Soto Grado (spanyol) |

### December
| 2022. december 30. 21:30 |

| Real Valladolid | 0 – 2               | Real Madrid                |
| --------------- | ------------------- | -------------------------- |
| León 82′        | (0 – 0) Jegyzőkönyv | 83' (11-esből) 89' Benzema |

| Estadio José Zorrilla, Valladolid Nézőszám: 25 950 Játékvezető: José Luis Munuera Montero (spanyol) |

### Január
| 2023. január 7. 16:15 |

| Villarreal                     | 2 – 1               | Real Madrid            |
| ------------------------------ | ------------------- | ---------------------- |
| Pino 47' Gerard 63' (11-esből) | (1 – 0) Jegyzőkönyv | 60' (11-esből) Benzema |

| Estadio El Madrigal, Vila-real Nézőszám: 21 088 Játékvezető: César Soto Grado (spanyol) |

| 2023. január 22. 21:00 |

| Athletic Bilbao | 0 – 2               | Real Madrid           |
| --------------- | ------------------- | --------------------- |
|                 | (0 – 1) Jegyzőkönyv | 24' Benzema 90' Kroos |

| San Mamés, Bilbao Nézőszám: 49 402 Játékvezető: José María Sánchez Martínez (spanyol) |

| 2023. január 29. 21:00 |

| Real Madrid | 0 – 0       | Real Sociedad |
| ----------- | ----------- | ------------- |
|             | Jegyzőkönyv |               |

| Santiago Bernabéu stadion, Madrid Nézőszám: 58 129 Játékvezető: Mario Melero López (spanyol) |

### Február
| 2023. február 2. 21:00 |

| Real Madrid              | 2 – 0               | Valencia    |
| ------------------------ | ------------------- | ----------- |
| Asensio 52' Vinícius 55' | (0 – 0) Jegyzőkönyv | 72′ Gabriel |

| Santiago Bernabéu stadion, Madrid Nézőszám: 51 926 Játékvezető: Javier Alberola Rojas (spanyol) |

| 2023. február 5. 14:00 |

| Mallorca  | 1 – 0       | Real Madrid |
| --------- | ----------- | ----------- |
| Nacho 13' | Jegyzőkönyv |             |

| Visit Mallorca Stadium, Mallorca Nézőszám: 18 258 Játékvezető: Alejandro Hernández Hernández (spanyol) |

| 2023. február 15. 21:00 |

| Real Madrid                                                              | 4 – 0               | Elche |
| ------------------------------------------------------------------------ | ------------------- | ----- |
| Asensio 8' Benzema 31' (11-esből) 45+2' (11-esből) Modrić 31' (11-esből) | (3 – 0) Jegyzőkönyv |       |

| Santiago Bernabéu stadion, Madrid Nézőszám: 44 319 Játékvezető: Ricardo de Burgos Bengoetxea (spanyol) |

| 2023. február 18. 21:00 |

| Osasuna | 0 – 2               | Real Madrid                |
| ------- | ------------------- | -------------------------- |
|         | (0 – 0) Jegyzőkönyv | 78' Valverde 90+2' Asensio |

| El Sadar, Pamplona Nézőszám: 21 668 Játékvezető: José Luis Munuera Montero (spanyol) |

| 2023. február 26. 18:00 |

| Real Madrid   | 1 – 1             | Atlético Madrid        |
| ------------- | ----------------- | ---------------------- |
| Rodríguez 85' | (0 –) Jegyzőkönyv | 64′ Correa 78' Giménez |

| Santiago Bernabéu stadion, Madrid Nézőszám: 64 721 Játékvezető: Jesús Gil Manzano (spanyol) |

### Március
| 2023. március 5. 21:00 |

| Real Betis | 0 – 0       | Real Madrid |
| ---------- | ----------- | ----------- |
|            | Jegyzőkönyv |             |

| Benito Villamarín Stadion, Sevilla Nézőszám: 52 212 Játékvezető: César Soto Grado (spanyol) |

| 2023. március 11. 14:00 |

| Real Madrid                          | 3 – 1               | Espanyol  |
| ------------------------------------ | ------------------- | --------- |
| Júnior 22' Militão 39' Asensio 90+3' | (2 – 1) Jegyzőkönyv | 8' Joselu |

| Santiago Bernabéu stadion, Madrid Nézőszám: 59 872 Játékvezető: Jorge Figueroa Vázquez (spanyol) |

| 2023. március 19. 21:00, El Clásico |

| Barcelona                | 2 – 1               | Real Madrid |
| ------------------------ | ------------------- | ----------- |
| Roberto 45' Kessié 90+2' | (1 – 1) Jegyzőkönyv | 9' Araújo   |

| Spotify Camp Nou, Barcelona Nézőszám: 95 745 Játékvezető: Ricardo de Burgos Bengoetxea (spanyol) |

### Április
| 2023. április 2. 16:15 |

| Real Madrid                                               | 6 – 0           | Real Valladolid |
| --------------------------------------------------------- | --------------- | --------------- |
| Rodrygo 22' Benzema 32' 22' 39' Asensio 73' Vázquez 90+1' | (–) Jegyzőkönyv |                 |

| Santiago Bernabéu stadion, Madrid Nézőszám: 59 400 Játékvezető: Javier Alberola Rojas (spanyol) |

| 2023. április 8. 21:00 |

| Real Madrid             | 2 – 3               | Villarreal                    |
| ----------------------- | ------------------- | ----------------------------- |
| Torres 16' Vinícius 48' | (1 – 1) Jegyzőkönyv | 39' 80' Chukwueze 70' Morales |

| Santiago Bernabéu stadion, Madrid Nézőszám: 57 887 Játékvezető: Javier Alberola Rojas (spanyol) |

| 2023. április 15. 21:00 |

| Cádiz | 0 – 2               | Real Madrid           |
| ----- | ------------------- | --------------------- |
|       | (0 – 0) Jegyzőkönyv | 72' Nacho 76' Asensio |

| Nuevo Mirandilla, Cádiz Nézőszám: 19 833 Játékvezető: Jesús Gil Manzano (spanyol) |

| 2023. április 22. 21:00 |

| Real Madrid             | 2 – 0           | Celta Vigo |
| ----------------------- | --------------- | ---------- |
| Asensio 42' Militão 48' | (–) Jegyzőkönyv |            |

| Santiago Bernabéu stadion, Madrid Nézőszám: 60 386 Játékvezető: Antonio Mateu Lahoz (spanyol) |

| 2023. április 25. 19:30 |

| Girona                      | 4 – 2               | Real Madrid              |
| --------------------------- | ------------------- | ------------------------ |
| Castellanos 12' 24' 46' 62' | (2 – 1) Jegyzőkönyv | 34' Vinícius 85' Vázquez |

| Estadi Montilivi, Girona Nézőszám: 13 306 Játékvezető: Javier Iglesias Villanueva (spanyol) |

| 2023. április 29. 18:30 |

| Real Madrid                               | 4 – 2               | Almería                    |
| ----------------------------------------- | ------------------- | -------------------------- |
| Benzema 5' 17' 42' (11-esből) Rodrygo 47' | (3 – 1) Jegyzőkönyv | 45+1' Lázaro 61' Robertone |

| Santiago Bernabéu stadion, Madrid Nézőszám: 58 036 Játékvezető: Guillermo Cuadra Fernández (spanyol) |

### Május
| 2023. május 2. 22:00 |

| Real Sociedad            | 2 – 0               | Real Madrid       |
| ------------------------ | ------------------- | ----------------- |
| Kubo 47' Barrenetxea 85' | (0 – 0) Jegyzőkönyv | 53′, 61′ Carvajal |

| Reale Arena, San Sebastián Nézőszám: 35314 Játékvezető: Juan Luis Pulido Santana (spanyol) |

| 2023. május 13. 21:00 |

| Real Madrid | 1 – 0               | Getafe |
| ----------- | ------------------- | ------ |
| Asensio 70' | (0 – 0) Jegyzőkönyv |        |

| Santiago Bernabéu stadion, Madrid Nézőszám: 52 201 Játékvezető: Juan Martínez Munuera (spanyol) |

| 2023. május 21. 18:30 |

| Valencia  | 1 – 0               | Real Madrid    |
| --------- | ------------------- | -------------- |
| López 33' | (1 – 0) Jegyzőkönyv | 90+7′ Vinícius |

| Estadio Mestalla, Valencia Nézőszám: 46 002 Játékvezető: Ricardo de Burgos Bengoetxea (spanyol) |

| 2023. május 24. 19:30 |

| Real Madrid             | 2 – 1               | Rayo Vallecano |
| ----------------------- | ------------------- | -------------- |
| Benzema 31' Rodrygo 89' | (1 – 0) Jegyzőkönyv | 84' De Tomás   |

| Santiago Bernabéu stadion, Madrid Nézőszám: 45 811 Játékvezető: Jesús Gil Manzano (spanyol) |

| 2023. május 27. 19:00 |

| Sevilla          | 1 – 2               | Real Madrid     |
| ---------------- | ------------------- | --------------- |
| Mir 3' Acuña 83′ | (1 – 1) Jegyzőkönyv | 29' 69' Rodrygo |

| Estadio Ramón Sánchez-Pizjuán, Sevilla Nézőszám: 29 856 Játékvezető: César Soto Grado (spanyol) |

### Június
| 2023. június 4. 18:30 |

| Real Madrid           | 1 – 1               | Athletic Bilbao |
| --------------------- | ------------------- | --------------- |
| Benzem 72' (11-esből) | (0 – 0) Jegyzőkönyv | 49' Sancet      |

| Santiago Bernabéu stadion, Madrid Nézőszám: 60 781 Játékvezető: Isidro Díaz de Mera Escuderos (spanyol) |

## Spanyol kupa (Copa del Rey, királykupa)
| 2023. január 3. 21:00 |

| Cacereño | 0 – 1               | Real Madrid |
| -------- | ------------------- | ----------- |
|          | (0 – 0) Jegyzőkönyv | 69' Rodrygo |

| Estadio Príncipe Felipe, Cáceres Nézőszám: 15 000 Játékvezető: Guillermo Cuadra Fernández (spanyol) |

| 2023. január 19. 21:00 |

| Villarreal              | 2 – 3               | Real Madrid                           |
| ----------------------- | ------------------- | ------------------------------------- |
| Capoue 4' Chukwueze 42' | (0 – 0) Jegyzőkönyv | 57' Vinícius 69' Militão 86' Ceballos |

| Estadio de la Cerámica, Villarreal Nézőszám: 20 124 Játékvezető: Jesús Gil Manzano (spanyol) |

| 2023. január 26. 21:00 |

| Real Madrid                              | 3 – 1 (h. u.)       | Atlético Madrid           |
| ---------------------------------------- | ------------------- | ------------------------- |
| Rodrygo 79' Benzema 104' Vinícius 120+1' | (0 – 1) Jegyzőkönyv | 19' Morata 96′, 99′ Savić |

| Santiago Bernabéu stadion, Madrid Nézőszám: 68 000 Játékvezető: César Soto Grado (spanyol) |

| 2023. március 2. 21:00, elődöntő, El Clásico |

| Real Madrid | 0 – 1               | Barcelona   |
| ----------- | ------------------- | ----------- |
|             | (0 – 1) Jegyzőkönyv | 26' Militão |

| Santiago Bernabéu stadion, Madrid Nézőszám: 81 044 Játékvezető: José Luis Munuera Montero (spanyol) |

| 2023. április 5. 21:00, elődöntő, El Clásico |

| Barcelona | 0 – 4 (Tj: A Real Madrid 1 – 4-el) | Real Madrid                                   |
| --------- | ---------------------------------- | --------------------------------------------- |
|           | (0 – 1) Jegyzőkönyv                | 45+1' Vinícius 50' 58' (11-esből) 81' Benzema |

| Spotify Camp Nou, Barcelona Nézőszám: 94 902 Játékvezető: Juan Martínez Munuera (spanyol) |

| 2023. május 5. 21:00, döntő |

| Real Madrid    | 2 – 1               | Osasuna   |
| -------------- | ------------------- | --------- |
| Rodrygo 2' 70' | (0 – 1) Jegyzőkönyv | 58' Torró |

| Santiago Bernabéu stadion, Madrid Nézőszám: 55 579 Játékvezető: José María Sánchez Martínez (spanyol) |

## Spanyol szuperkupa (Supercopa de España)
| 2023. január 11. 22:00, elődöntő |

| Real Madrid                  | 1 – 1 (h. u.) | Valencia                            |
| ---------------------------- | ------------- | ----------------------------------- |
| Benzema 39' (11-esből)       | Jegyzőkönyv   | 46' Lino                            |
| Büntetőpárbaj                |               |                                     |
| Benzema Modrić Kroos Asensio | 4–3           | Cavani Cömert Moriba Guillamón Gayà |

| Fahd király nemzetközi stadion, Rijád, Szaúd-Arábia Nézőszám: 50 492 Játékvezető: Alejandro Hernández Hernández (spanyol) |

| 2023. január 15. 22:00, döntő |

| Real Madrid   | 1 – 3               | Barcelona                          |
| ------------- | ------------------- | ---------------------------------- |
| Benzema 90+3' | (0 – 2) Jegyzőkönyv | 33' Gavi 45' Lewandowski 69' Pedri |

| Fahd király nemzetközi stadion, Rijád, Szaúd-Arábia Nézőszám: 57 340 Játékvezető: Ricardo de Burgos Bengoetxea (spanyol) |

## Bajnokok ligája

### F csoport
| Hely. | Csapat            | M | Gy | D | V | G+ | G– | Gk  | P  | Továbbjutás                                      |  | RMA | RBL | SHK | CEL |
| ----- | ----------------- | - | -- | - | - | -- | -- | --- | -- | ------------------------------------------------ |  | --- | --- | --- | --- |
| 1.    | Real Madrid (T)   | 6 | 4  | 1 | 1 | 15 | 6  | +9  | 13 | Továbbjut a nyolcaddöntőbe                       |  | —   | 2–0 | 2–1 | 5–1 |
| 2.    | RB Leipzig (T)    | 6 | 4  | 0 | 2 | 13 | 9  | +4  | 12 | Továbbjut a nyolcaddöntőbe                       |  | 3–2 | —   | 1–4 | 3–1 |
| 3.    | Sahtar Doneck (K) | 6 | 1  | 3 | 2 | 8  | 10 | −2  | 6  | Átkerül az Európa-liga nyolcaddöntő rájátszásába |  | 1–1 | 4–0 | —   | 1–1 |
| 4.    | Celtic (K)        | 6 | 0  | 2 | 4 | 4  | 15 | −11 | 2  |                                                  |  | 0–3 | 0–2 | 1–1 | —   |

| 2022. szeptember 6. 21:00 (20:00 BST) |

| Celtic    | 0 – 3               | Real Madrid                                  |
| --------- | ------------------- | -------------------------------------------- |
| Maeda 64' | (0 – 0) Jegyzőkönyv | 10' Mendy 56' Vinícius 60' Modrić 77' Hazard |

| Celtic Park, Glasgow Játékvezető: Sandro Schärer (svájci) |

| 2022. szeptember 14. 21:00 |

| Real Madrid                             | 2 – 0               | RB Leipzig                            |
| --------------------------------------- | ------------------- | ------------------------------------- |
| Valverde 80' Carvajal 84' Asensio 90+1' | (0 – 0) Jegyzőkönyv | 73' Haidara 82' Nkunku 90+1' Schlager |

| Santiago Bernabéu, Madrid Nézőszám: 54 289 Játékvezető: Maurizio Mariani (olasz) |

| 2022. október 5. 21:00 |

| Real Madrid              | 2 – 1               | Sahtar Doneck                      |
| ------------------------ | ------------------- | ---------------------------------- |
| Rodrygo 13' Vinícius 28' | (2 – 1) Jegyzőkönyv | 39' Zubkov 55' Bondar 90+2' Mudrik |

| Santiago Bernabéu, Madrid Nézőszám: 56 011 Játékvezető: Ivan Kružliak (szlovák) |

| 2022. október 11. 21:00 |

| Sahtar Doneck                          | 1 – 1               | Real Madrid             |
| -------------------------------------- | ------------------- | ----------------------- |
| Konoplya 16' Zubkov 46' Bondarenko 88' | (0 – 0) Jegyzőkönyv | 90' Kroos 90+5' Rüdiger |

| Stadion Wojska Polskiego, Varsó, Lengyelország Nézőszám: 29 030 Játékvezető: Orel Grinfeld (izraeli) |

| 2022. október 25. 21:00 |

| RB Leipzig                         | 3 – 2               | Real Madrid                                       |
| ---------------------------------- | ------------------- | ------------------------------------------------- |
| Gvardiol 13' Nkunku 18' Werner 81' | (2 – 1) Jegyzőkönyv | 44' Vinícius 49' Vázquez 90+3' (11-esből) Rodrygo |

| Red Bull Arena, Lipcse Nézőszám: 45 228 Játékvezető: Daniele Orsato (olasz) |

| 2022. november 2. 18:45 |

| Real Madrid                                                                       | 5 – 1       | Celtic   |
| --------------------------------------------------------------------------------- | ----------- | -------- |
| Modrić 6' (11-esből) Rodrygo 21' (11-esből) Asensio 51' Vinícius 61' Valverde 71' | Jegyzőkönyv | 84' Jota |

| Santiago Bernabéu, Madrid Nézőszám: 52 511 Játékvezető: Stéphanie Frappart (francia) |

### Nyolcaddöntők
| 2023. február 21. 20:00 |

| Liverpool           | 2 – 5               | Real Madrid                                  |
| ------------------- | ------------------- | -------------------------------------------- |
| Núñez 4' Szaláh 14' | (2 – 2) Jegyzőkönyv | 21' 36' Vinícius 47' Militão 55' 67' Benzema |

| Anfield Stadion, Liverpool, Anglia Nézőszám: 52 337 Játékvezető: Kovács István (román) |

| 2023. március 15. 21:00 |

| Real Madrid | 1 – 0 (tj: a Real Madrid 6 – 2-vel) | Liverpool |
| ----------- | ----------------------------------- | --------- |
| Benzema 78' | (0 – 0) Jegyzőkönyv                 |           |

| Santiago Bernabéu, Madrid Nézőszám: 63 127 Játékvezető: Felix Zwayer (német) |

### Negyeddöntők
| 2023. április 12. 20:00 |

| Real Madrid             | 2 – 0               | Chelsea      |
| ----------------------- | ------------------- | ------------ |
| Benzema 21' Asensio 74' | (1 – 0) Jegyzőkönyv | 59′ Chilwell |

| Santiago Bernabéu stadion, Madrid Nézőszám: 63 142 Játékvezető: François Letexier (francia) |

| 2023. április 18. 20:00 |

| Chelsea | 0 – 2 (tj: a Real Madrid 4 – 0-val) | Real Madrid     |
| ------- | ----------------------------------- | --------------- |
|         | (0 – 0) Jegyzőkönyv                 | 58' 80' Rodrygo |

| Stamford Bridge, London, Anglia Nézőszám: 39 453 Játékvezető: Daniele Orsato (olasz) |

### Elődöntők
| 2023. május 19. 21:00 |

| Real Madrid  | 1 – 1               | Manchester City |
| ------------ | ------------------- | --------------- |
| Vinícius 36' | (1 – 0) Jegyzőkönyv | 67' De Bruyne   |

| Santiago Bernabéu stadion, Madrid Nézőszám: 63 485 Játékvezető: Artur Soares Dias (portugál) |

| 2023. május 17. 20:00 |

| Manchester City                        | 4 – 0 (tj: a Man. City 5 – 1-el) | Real Madrid |
| -------------------------------------- | -------------------------------- | ----------- |
| Silva 23' 37' Akanji 76' Álvarez 90+1' | (2 – 0) Jegyzőkönyv              |             |

| Manchester City stadion, Manchester, Anglia Nézőszám: 52 313 Játékvezető: Szymon Marciniak (lengyel) |

## Statisztika
Legutóbb frissítve: 2023. június 04-én lett.
| Kiírás                  | Statisztikák | Statisztikák | Statisztikák | Statisztikák | Statisztikák | Statisztikák | Statisztikák | Kezdő forduló/ helyezés | Végső forduló/ helyezés | Mérkőzések dátumai  | Mérkőzések dátumai  | Mérkőzések dátumai  |
| Kiírás                  | M            | GY           | D            | V            | LG–KG        | GK           | Gy %         | Kezdő forduló/ helyezés | Végső forduló/ helyezés | Első                | Utolsó              | Következő           |
| ----------------------- | ------------ | ------------ | ------------ | ------------ | ------------ | ------------ | ------------ | ----------------------- | ----------------------- | ------------------- | ------------------- | ------------------- |
| La Liga                 | 38           | 24           | 06           | 08           | 75 – 36      | +39          | 63.16%       | 4.                      | 2.                      | 2022. augusztus 14. | 2023. június 4.     | -                   |
| Spanyol kupa            | 06           | 05           | 0            | 01           | 13 – 5       | +8           | 83.33%       | (legjobb 32)            | Győztes                 | 2023. január 3.     | 2023. május 6.      | -                   |
| spanyol szuperkupa      | 02           | 01           | 0            | 01           | 2 – 4        | –2           | 00.00%       | Elődöntő                | Döntős                  | 2023. január 11.    | 2023. január 15.    | -                   |
| Bajnokok ligája         | 012          | 08           | 02           | 02           | 26 – 13      | +13          | 66.67%       | (csoportkör)            | Elődöntő                | 2022. szeptember 6. | 2023. május 17.     | -                   |
| UEFA-szuperkupa         | 01           | 01           | 0            | 0            | 2 – 0        | +2           | 100.00%      | Győztes                 | Győztes                 | 2022. augusztus 10. | 2022. augusztus 10. | 2022. augusztus 10. |
| FIFA-klubvilágbajnokság | 02           | 02           | 0            | 0            | 9 – 4        | +5           | 100.00%      | Győztes                 | Győztes                 | 2023. február 8.    | 2023. február 11.   | -                   |
| Összesen                | 61           | 040          | 09           | 012          | 127 – 62     | +65          | 65.57%       | –                       | –                       | –                   | –                   | –                   |

| Összesen | Összesen | Összesen | Összesen | Összesen | Összesen | Összesen | Otthon | Otthon | Otthon | Otthon | Otthon  | Otthon | Otthon | Idegenben | Idegenben | Idegenben | Idegenben | Idegenben | Idegenben | Idegenben |
| M        | GY       | D        | V        | LG–KG    | GK       | P        | M      | GY     | D      | V      | LG–KG   | GK     | P      | M         | GY        | D         | V         | LG–KG     | GK        | P         |
| -------- | -------- | -------- | -------- | -------- | -------- | -------- | ------ | ------ | ------ | ------ | ------- | ------ | ------ | --------- | --------- | --------- | --------- | --------- | --------- | --------- |
| 38       | 24       | 6        | 8        | 75 –36   | +39      | 78       | 19     | 13     | 5      | 1      | 44 – 16 | +28    | 44     | 19        | 11        | 1         | 7         | 31 – 20   | +11       | 34        |

### Helyezések fordulónként
| Forduló  | 1  | 2  | 3  | 4  | 5  | 6  | 7  | 8  | 9  | 10 | 11 | 12 | 13 | 14 | 15 | 16 | 17 | 18 | 19 | 20 | 21 | 22 | 23 | 24 | 25 | 26 | 27 | 28 | 29 | 30 | 31 | 32 | 33 | 34 | 35 | 36 | 37 | 38 |
| -------- | -- | -- | -- | -- | -- | -- | -- | -- | -- | -- | -- | -- | -- | -- | -- | -- | -- | -- | -- | -- | -- | -- | -- | -- | -- | -- | -- | -- | -- | -- | -- | -- | -- | -- | -- | -- | -- | -- |
| Helyszín | I  | I  | I  | O  | 0  | I  | O  | I  | O  | I  | O  | O  | I  | O  | I  | I  | O  | I  | O  | I  | O  | I  | O  | I  | O  | I  | O  | O  | I  | O  | I  | O  | I  | O  | I  | O  | I  | O  |
| Eredmény | GY | GY | GY | GY | GY | GY | D  | GY | GY | GY | GY | D  | V  | GY |    |    |    |    |    |    |    |    |    |    |    |    |    |    |    |    |    |    |    |    |    |    |    |    |
| Helyezés | 4. | 2. | 1. | 1. | 1. | 1. | 2. | 2. | 1. | 1. | 1. | 1. | 2. | 2. |    |    |    |    |    |    |    |    |    |    |    |    |    |    |    |    |    |    |    |    |    |    |    |    |

Helyszín: O = Otthon; I = Idegenben. Eredmény: GY = Győzelem; D = Döntetlen; V = Vereség.

### Keret statisztika
Legutóbb frissítve: 2022. november 10-én lett.
| Mezszám                                    | Poszt | Név                 | Bajnokság     | Bajnokság | Spanyol kupa  | Spanyol kupa | Spanyol szuperkupa | Spanyol szuperkupa | Bajnokok Ligája | Bajnokok Ligája | Európai szuperkupa | Európai szuperkupa | Összesen      | Összesen |
| Mezszám                                    | Poszt | Név                 | Pályára lépés | Gól       | Pályára lépés | Gól          | Pályára lépés      | Gól                | Pályára lépés   | Gól             | Pályára lépés      | Gól                | Pályára lépés | Gól      |
| ------------------------------------------ | ----- | ------------------- | ------------- | --------- | ------------- | ------------ | ------------------ | ------------------ | --------------- | --------------- | ------------------ | ------------------ | ------------- | -------- |
| 1                                          | GK    | Thibaut Courtois    | 10            | 0         | 0             | 0            | 0                  | 0                  | 4               | 0               | 1                  | 0                  | 16            | 0        |
| 2                                          | DF    | Dani Carvajal       | 12            | 0         | 0             | 0            | 0                  | 0                  | 5               | 0               | 1                  | 0                  | 18            | 0        |
| 3                                          | DF    | Éder Militão        | 12            | 3         | 0             | 0            | 0                  | 0                  | 4               | 0               | 1                  | 0                  | 17            | 3        |
| 4                                          | DF    | David Alaba         | 14            | 1         | 0             | 0            | 0                  | 0                  | 6               | 0               | 1                  | 1                  | 21            | 2        |
| 5                                          | DF    | Jesús Vallejo       | 0             | 0         | 0             | 0            | 0                  | 0                  | 1               | 0               | 0                  | 0                  | 1             | 0        |
| 6                                          | DF    | Nacho               | 7             | 0         | 0             | 0            | 0                  | 0                  | 4               | 0               | 0                  | 0                  | 11            | 0        |
| 7                                          | MF    | Eden Hazard         | 3             | 0         | 0             | 0            | 0                  | 0                  | 3               | 1               | 0                  | 0                  | 6             | 1        |
| 8                                          | MF    | Toni Kroos          | 11            | 1         | 0             | 0            | 0                  | 0                  | 6               | 0               | 1                  | 0                  | 18            | 1        |
| 9                                          | FW    | Karim Benzema       | 7             | 5         | 0             | 0            | 0                  | 0                  | 4               | 0               | 1                  | 1                  | 12            | 6        |
| 10                                         | MF    | Luka Modrić         | 13            | 3         | 0             | 0            | 0                  | 0                  | 4               | 2               | 1                  | 0                  | 18            | 5        |
| 11                                         | FW    | Marco Asensio       | 8             | 1         | 0             | 0            | 0                  | 0                  | 6               | 2               | 0                  | 0                  | 14            | 3        |
| 12                                         | MF    | Eduardo Camavinga   | 14            | 0         | 0             | 0            | 0                  | 0                  | 5               | 0               | 1                  | 0                  | 20            | 0        |
| 13                                         | GK    | Andrij Lunyin       | 4             | 0         | 0             | 0            | 0                  | 0                  | 2               | 0               | 0                  | 0                  | 6             | 0        |
| 15                                         | MF    | Federico Valverde   | 14            | 6         | 0             | 0            | 0                  | 0                  | 5               | 2               | 1                  | 0                  | 20            | 8        |
| 16                                         | DF    | Álvaro Odriozola    | 0             | 0         | 0             | 0            | 0                  | 0                  | 0               | 0               | 0                  | 0                  | 0             | 0        |
| 17                                         | FW    | Lucas Vázquez       | 8             | 2         | 0             | 0            | 0                  | 0                  | 3               | 0               | 0                  | 0                  | 11            | 2        |
| 18                                         | MF    | Aurélien Tchouaméni | 12            | 0         | 0             | 0            | 0                  | 0                  | 5               | 0               | 1                  | 0                  | 18            | 0        |
| 19                                         | MF    | Dani Ceballos       | 9             | 0         | 0             | 0            | 0                  | 0                  | 2               | 0               | 1                  | 0                  | 12            | 0        |
| 20                                         | FW    | Vinícius            | 14            | 6         | 0             | 0            | 0                  | 0                  | 6               | 4               | 1                  | 0                  | 21            | 10       |
| 21                                         | FW    | Rodrygo             | 12            | 4         | 0             | 0            | 0                  | 0                  | 6               | 3               | 1                  | 0                  | 19            | 7        |
| 22                                         | DF    | Antonio Rüdiger     | 12            | 1         | 0             | 0            | 0                  | 0                  | 4               | 1               | 1                  | 0                  | 17            | 2        |
| 23                                         | DF    | Ferland Mendy       | 11            | 0         | 0             | 0            | 0                  | 0                  | 5               | 0               | 1                  | 0                  | 17            | 0        |
| 24                                         | FW    | Mariano             | 4             | 0         | 0             | 0            | 0                  | 0                  | 0               | 0               | 1                  | 0                  | 5             | 0        |
| Játékosok akik a szezon során igazoltak el |       |                     |               |           |               |              |                    |                    |                 |                 |                    |                    |               |          |
| –                                          | MF    | Casemiro            | 1             | 0         | 0             | 0            | 0                  | 0                  | 0               | 0               | 1                  | 0                  | 2             | 0        |

### Gólok
| #        | Mezszám  | Nemzet   | Poszt       | Név               | La Liga | Spanyol kupa (Copa del Rey) | Bajnokok Ligája | Spanyol szuperkupa | Szuperkupa | Klub vb | Összesen |
| -------- | -------- | -------- | ----------- | ----------------- | ------- | --------------------------- | --------------- | ------------------ | ---------- | ------- | -------- |
| 1        | 9        | francia  | csatár      | Karim Benzema     | 19      | 4                           | 4               | 2                  | 1          | 1       | 31       |
| 2        | 20       | brazil   | csatár      | Vinícius Júnior   | 10      | 3                           | 7               | 0                  | 0          | 3       | 23       |
| 3        | 21       | brazil   | csatár      | Rodrygo           | 9       | 4                           | 5               | 0                  | 0          | 1       | 19       |
| 4        | 11       | spanyol  | csatár      | Marco Asensio     | 9       | 0                           | 3               | 0                  | 0          | 0       | 12       |
| 4        | 15       | uruguayi | középpályás | Federico Valverde | 7       | 0                           | 2               | 0                  | 0          | 3       | 12       |
| 6        | 3        | brazil   | hátvéd      | Éder Militão      | 5       | 1                           | 1               | 0                  | 0          | 0       | 7        |
| 7        | 10       | horvát   | középpályás | Luka Modrić       | 4       | 0                           | 2               | 0                  | 0          | 0       | 6        |
| 8        | 17       | spanyol  | hátvéd      | Lucas Vázquez     | 4       | 0                           | 0               | 0                  | 0          | 0       | 4        |
| 9        | 4        | osztrák  | hátvéd      | David Alaba       | 1       | 0                           | 0               | 0                  | 1          | 0       | 2        |
| 9        | 8        | német    | középpályás | Toni Kroos        | 2       | 0                           | 0               | 0                  | 0          | 0       | 2        |
| 9        | 22       | német    | hátvéd      | Antonio Rüdiger   | 1       | 0                           | 1               | 0                  | 0          | 0       | 2        |
| 12       | 33       | spanyol  | középpályás | Sergio Arribas    | 0       | 0                           | 0               | 0                  | 0          | 1       | 1        |
| 12       | 19       | spanyol  | középpályás | Dani Ceballos     | 0       | 1                           | 0               | 0                  | 0          | 0       | 1        |
| 12       | 6        | spanyol  | hátvéd      | Nacho             | 1       | 0                           | 0               | 0                  | 0          | 0       | 1        |
| 12       | 7        | belga    | középpályás | Eden Hazard       | 0       | 0                           | 1               | 0                  | 0          | 0       | 1        |
| 12       | 39       | uruguayi | csatár      | Álvaro Rodríguez  | 1       | 0                           | 0               | 0                  | 0          | 0       | 1        |
| Öngólok  | Öngólok  | Öngólok  | Öngólok     | Öngólok           | 2       | 0                           | 0               | 0                  | 0          | 0       | 2        |
| Összesen | Összesen | Összesen | Összesen    | Összesen          | 75      | 13                          | 26              | 2                  | 2          | 9       | 127      |

### Kapusteljesítmények
Az alábbi táblázatban a csapat kapusainak teljesítményét tüntettük fel.
A felkészülési mérkőzéseket nem vettük figyelembe.
Legutóbb frissítve: 2022. november 10-én lett.
| Helyezés | Kapus            | Bajnokság        | Bajnokság         | Spanyol Kupa    | Spanyol Kupa      | Bajnokok Ligája | Bajnokok Ligája   | Egyéb           | Egyéb             | Összesen        | Összesen          |
| Helyezés | Kapus            | Összes mérkőzést | Ebből gól nélküli | Összes mérkőzés | Ebből gól nélküli | Összes mérkőzés | Ebből gól nélküli | Összes mérkőzés | Ebből gól nélküli | Összes mérkőzés | Ebből gól nélküli |
| -------- | ---------------- | ---------------- | ----------------- | --------------- | ----------------- | --------------- | ----------------- | --------------- | ----------------- | --------------- | ----------------- |
| 1        | Thibaut Courtois | 10               | 0                 | 0               | 0                 | 4               | 2                 | 1               | 1                 | 15              | 3                 |
| 2        | Andrij Lunyin    | 4                | 2                 | 0               | 0                 | 2               | 0                 | 0               | 0                 | 6               | 2                 |
|          |                  | 14               | 2                 | 0               | 0                 | 6               | 2                 | 1               | 1                 | 21              | 5                 |

### Lapok
Legutóbb frissítve: 2022. november 10-én lett.
| #        | Poszt       | Név                 | La Liga   | La Liga                              | La Liga   | Copa del Rey | Copa del Rey                         | Copa del Rey | Champions League | Champions League                     | Champions League | Egyéb     | Egyéb                                | Egyéb     | Összesen  | Összesen                             | Összesen  |
| #        | Poszt       | Név                 | Sárga lap | sárga lap · 2. sárga lap · kiállítva | kiállítva | Sárga lap    | sárga lap · 2. sárga lap · kiállítva | kiállítva    | Sárga lap        | sárga lap · 2. sárga lap · kiállítva | kiállítva        | Sárga lap | sárga lap · 2. sárga lap · kiállítva | kiállítva | Sárga lap | sárga lap · 2. sárga lap · kiállítva | kiállítva |
| -------- | ----------- | ------------------- | --------- | ------------------------------------ | --------- | ------------ | ------------------------------------ | ------------ | ---------------- | ------------------------------------ | ---------------- | --------- | ------------------------------------ | --------- | --------- | ------------------------------------ | --------- |
| 2        | hátvéd      | Daniel Carvajal     | 3         | 0                                    | 0         | 0            | 0                                    | 0            | 1                | 0                                    | 0                | 0         | 0                                    | 0         | 4         | 0                                    | 0         |
| 3        | hátvéd      | Éder Militão        | 1         | 0                                    | 0         | 0            | 0                                    | 0            | 1                | 0                                    | 0                | 0         | 0                                    | 0         | 2         | 0                                    | 0         |
| 4        | hátvéd      | David Alaba         | 3         | 0                                    | 0         | 0            | 0                                    | 0            | 0                | 0                                    | 0                | 0         | 0                                    | 0         | 3         | 0                                    | 0         |
| 8        | középpályás | Toni Kroos          | 0         | 1                                    | 0         | 0            | 0                                    | 0            | 1                | 0                                    | 0                | 0         | 0                                    | 0         | 1         | 1                                    | 0         |
| 10       | középpályás | Luka Modrić         | 2         | 0                                    | 0         | 0            | 0                                    | 0            | 0                | 0                                    | 0                | 0         | 0                                    | 0         | 2         | 0                                    | 0         |
| 12       | középpályás | Eduardo Camavinga   | 1         | 0                                    | 0         | 0            | 0                                    | 0            | 0                | 0                                    | 0                | 0         | 0                                    | 0         | 1         | 0                                    | 0         |
| 15       | középpályás | Federico Valverde   | 1         | 0                                    | 0         | 0            | 0                                    | 0            | 0                | 0                                    | 0                | 0         | 0                                    | 0         | 1         | 0                                    | 0         |
| 17       | középpályás | Lucas Vázquez       | 1         | 0                                    | 0         | 0            | 0                                    | 0            | 1                | 0                                    | 0                | 0         | 0                                    | 0         | 2         | 0                                    | 0         |
| 17       | középpályás | Lucas Vázquez       | 1         | 0                                    | 0         | 0            | 0                                    | 0            | 1                | 0                                    | 0                | 0         | 0                                    | 0         | 2         | 0                                    | 0         |
| 18       | középpályás | Aurélien Tchouaméni | 1         | 0                                    | 0         | 0            | 0                                    | 0            | 0                | 0                                    | 0                | 0         | 0                                    | 0         | 1         | 0                                    | 0         |
| 19       | középpályás | Dani Ceballos       | 1         | 0                                    | 0         | 0            | 0                                    | 0            | 0                | 0                                    | 0                | 0         | 0                                    | 0         | 1         | 0                                    | 0         |
| 20       | csatár      | Vinícius Júnior     | 3         | 0                                    | 0         | 0            | 0                                    | 0            | 0                | 0                                    | 0                | 0         | 0                                    | 0         | 3         | 0                                    | 0         |
| 21       | csatár      | Rodrygo             | 1         | 0                                    | 0         | 0            | 0                                    | 0            | 0                | 0                                    | 0                | 0         | 0                                    | 0         | 1         | 0                                    | 0         |
| 22       | hátvéd      | Antonio Rüdiger     | 1         | 0                                    | 0         | 0            | 0                                    | 0            | 0                | 0                                    | 0                | 0         | 0                                    | 0         | 1         | 0                                    | 0         |
| 23       | hátvéd      | Ferland Mendy       | 2         | 0                                    | 0         | 0            | 0                                    | 0            | 1                | 0                                    | 0                | 0         | 0                                    | 0         | 3         | 0                                    | 0         |
| Összesen | Összesen    | Összesen            | 21        | 1                                    | 0         | 0            | 0                                    | 0            | 5                | 0                                    | 0                | 0         | 0                                    | 0         | 26        | 1                                    | 0         |

## Hónap játékosa díj a La Ligában (LFP Awards – Monthly)
| Hónap      | Hónap játékosa | Hónap játékosa    | Jegyzet |
| Hónap      | Nemzet         | Játékos           | Jegyzet |
| ---------- | -------------- | ----------------- | ------- |
| szeptember | uruguayi       | Federico Valverde | [ 49 ]  |